# Liste der Biografien/Leg
Liste der Biografien |
Portal Biografien |
Personensuche
# |
A |
B |
C |
D |
E |
F |
G |
H |
I |
J |
K |
L |
M |
N |
O |
P |
Q |
R |
S |
T |
U |
V |
W |
X |
Y |
Z |
?
 
La |
Lb |
Lc |
Le |
Lg |
Lh |
Li |
Lj |
Ll |
Lm |
Lo |
Lp |
Lt |
Lu |
Lv |
Lw |
Lx |
Ly |
Lz
 
Lea |
Leb |
Lec |
Led |
Lee |
Lef |
Leg |
Leh |
Lei |
Lej |
Lek |
Lel |
Lem |
Len |
Leo |
Lep |
Leq |
Ler |
Les |
Let |
Leu |
Lev |
Lew |
Lex |
Ley |
Lez
Die Liste der Biografien führt alle Personen auf, die in der deutschsprachigen Wikipedia einen Artikel haben. Dieses ist eine Teilliste mit 317 Einträgen von Personen, deren Namen mit den Buchstaben „Leg“ beginnt.

## Leg

### Lega
- Lega, Datus Hilarion (* 1956), indonesischer Priester, Bischof von Manokwari-Sorong
- Lega, Mario (* 1949), italienischer Motorradrennfahrer
- Lega, Michele (1860–1935), italienischer Kurienkardinal der römisch-katholischen Kirche
- Lega, Silvestro (1826–1895), italienischer Maler
- Legace, Manny (* 1973), kanadischer Eishockeytorwart
- Legae, Ezrom (1938–1999), südafrikanischer Bildhauer und Maler
- Legal, Emile Joseph (1849–1920), französischstämmiger römisch-katholischer Geistlicher in Kanada und erster Erzbischof von Edmonton
- Legal, Ernst (1881–1955), deutscher Schauspieler, Regisseur und IntendantErnst Legal (1881–1955)

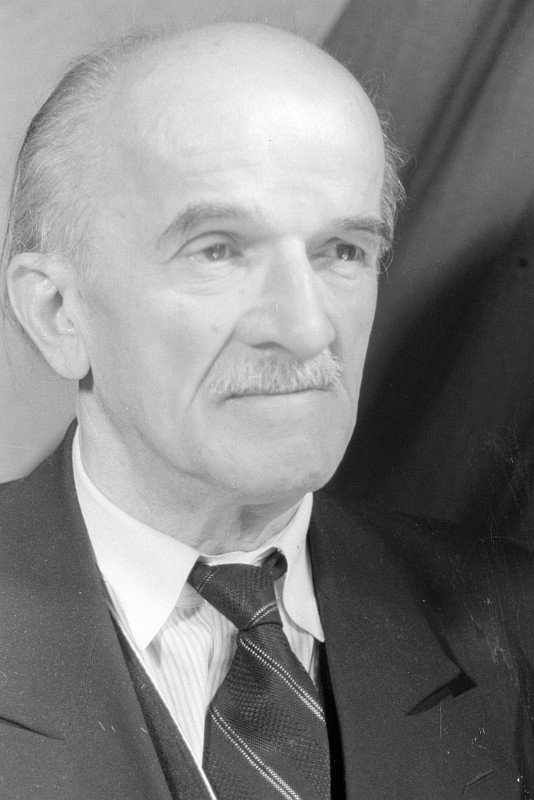
Ernst Legal (1881–1955)

- Legal, Fernando (1931–2023), brasilianischer Ordensgeistlicher und römisch-katholischer Bischof von São Miguel Paulista
- Legal, Helmut (* 1940), deutscher Orthopäde und Träger des Bundesverdienstkreuzes am Bande
- Legal, Marga (1908–2001), deutsche Schauspielerin und Politikerin (SED), MdV
- Legal, Wilhelm (1904–1977), deutscher Orthopäde und Träger des Bundesverdienstkreuzes am Bande
- Legall, François Antoine de (1702–1792), französischer Schachspieler
- Legall, Stefani (* 1967), deutsche Volleyballspielerin
- Legallois, César Julien Jean (1770–1814), französischer Arzt und Physiologe
- Leganger, Cecilie (* 1975), norwegische Handballspielerin
- Legány, Dezső (1916–2006), ungarischer Musikwissenschaftler
- Legard, Percy (1906–1980), britischer Pentathlet und Nordischer Kombinierer
- Legarda, Benito (1853–1915), philippinischer Politiker
- Legarda, Galo (1933–1991), ecuadorianischer Karambolagespieler
- Legarda, Loren (* 1960), philippinische Journalistin, Politikerin und langjährige Senatorin
- Legaré, George Swinton (1869–1913), US-amerikanischer Politiker
- Légaré, Henri (1918–2004), kanadischer Geistlicher, Erzbischof von Grouard-McLennan
- Legaré, Hugh S. (1797–1843), US-amerikanischer Jurist und Politiker
- Légaré, Joseph (1795–1855), frankokanadischer Maler
- Légaré, Ovila (1901–1978), kanadischer Schauspieler und Singer-Songwriter
- Legarra Tellechea, Martín (1910–1985), spanischer Ordensgeistlicher, römisch-katholischer Bischof von Santiago de Veraguas
- Legarreta, Juan (1897–1978), spanisch-chilenischer Fußballspieler
- Legarreta, Pedro, mexikanischer Fußballspieler
- Legaspi, Alcira (1914–2010), uruguayische Politikerin und Buchautorin
- Legaspi, Leonard Zamora (1935–2014), philippinischer Geistlicher, römisch-katholischer Erzbischof von Caceres
- Légasse, Christophe-Louis (1859–1931), französischer römisch-katholischer Bischof von Oran und von Périgueux
- Legassow, Waleri Alexejewitsch (1936–1988), sowjetischer ChemikerWaleri Alexejewitsch Legassow (1936–1988)

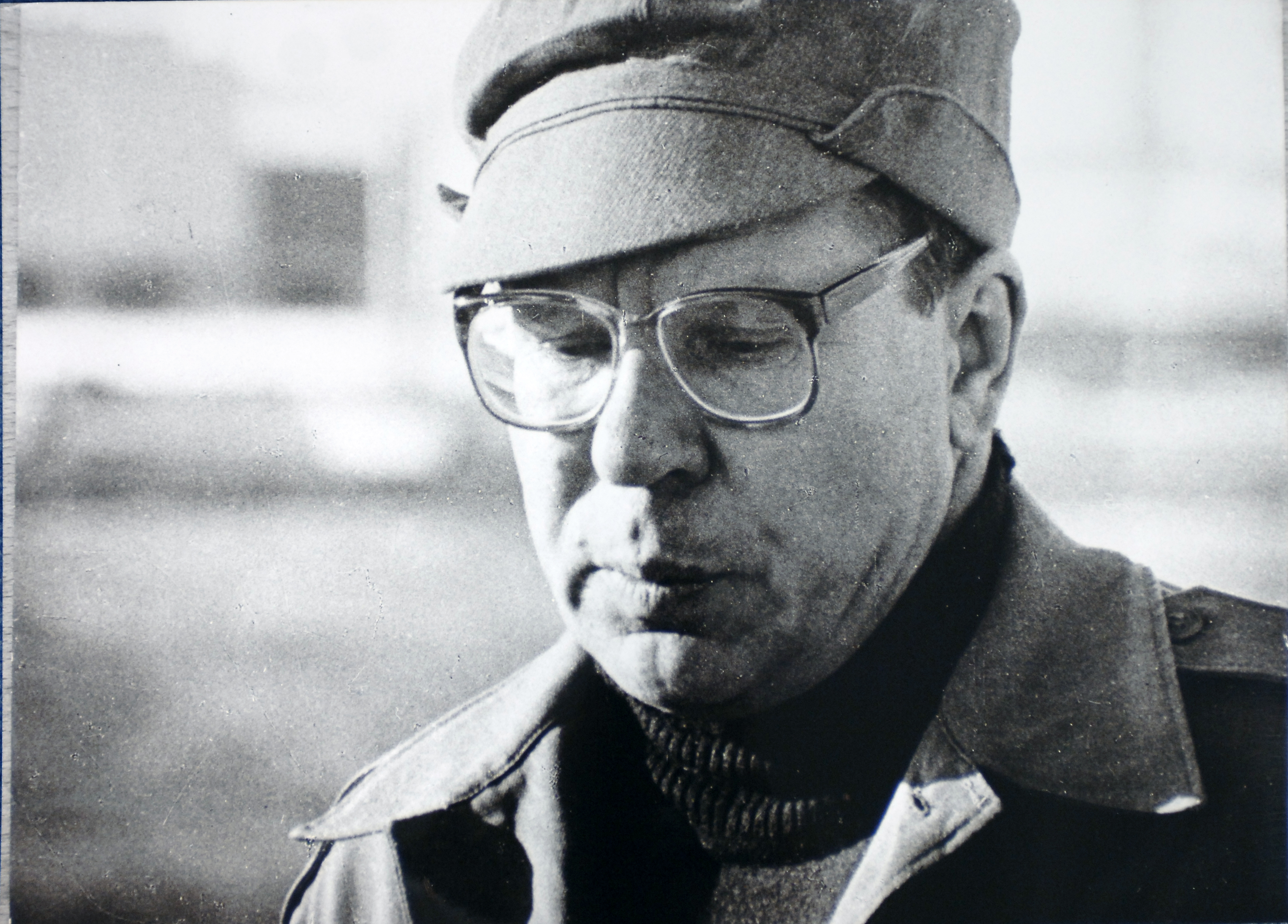
Waleri Alexejewitsch Legassow (1936–1988)

- Legastelois, Aude (* 1987), französische Schauspielerin und Sängerin
- Legat, Arthur (1898–1960), belgischer Automobilrennfahrer
- Legat, August Christoph Heinrich von (1732–1816), preußischer Generalmajor
- Legat, August von (1781–1852), preußischer Generalleutnant und zuletzt Direktor des Potsdamer Militärwaisenhauses
- Legat, Egbert von (1820–1891), preußischer Generalmajor und Kommandeur der 44. Infanterie-Brigade
- Legat, Ernst von (1829–1907), preußischer Generalleutnant
- Legat, Karl Friedrich Erhard von (1735–1811), preußischer Generalleutnant im Ingenieurskorps
- Legat, Pascal (* 1995), österreichischer Fußballspieler
- Legat, Peter (* 1958), österreichischer Gitarrist und Komponist
- Legat, Sergei (1875–1905), russischer Balletttänzer
- Legat, Thorsten (* 1968), deutscher Fußballtrainer und Fußballspieler
- Legat, Wilfried (1933–2017), deutscher Gutachter und Berater für Entwicklungsprojekte im Ausland
- Legath, Andreas (* 1961), deutscher Maler und Bühnenbildner
- Legath, Frieda, Fluchthelferin zweier Juden im Dritten Reich
- Legath, Gisela (1908–1973), österreichische Fluchthelferin zweier Juden im Dritten Reich
- Legath, Hanns (1908–1974), deutscher Polizeibeamter und SS-Führer
- Legath, Hans (1928–2020), deutscher Fußballspieler
- Legath, Martin, Fluchthelfer zweier Juden im Dritten Reich
- Legati, Elia (* 1986), italienischer Fußballspieler
- Legatis, Hanna (* 1953), deutsche Radio- und Fernsehjournalistin sowie Schauspielerin
- Legato, Marianne (* 1935), US-amerikanische Medizinerin und Autorin
- Legato, Robert (* 1956), US-amerikanischer Spezialeffektkünstler
- Legátová, Květa (1919–2012), tschechische Schriftstellerin
- LeGatt, Albert (* 1953), kanadischer Geistlicher, Erzbischof von Saint-Boniface
- Legault, Charlotte (* 1991), kanadische Schauspielerin und Sängerin
- Legault, François (* 1957), kanadischer Manager und PolitikerFrançois Legault (* 1957)

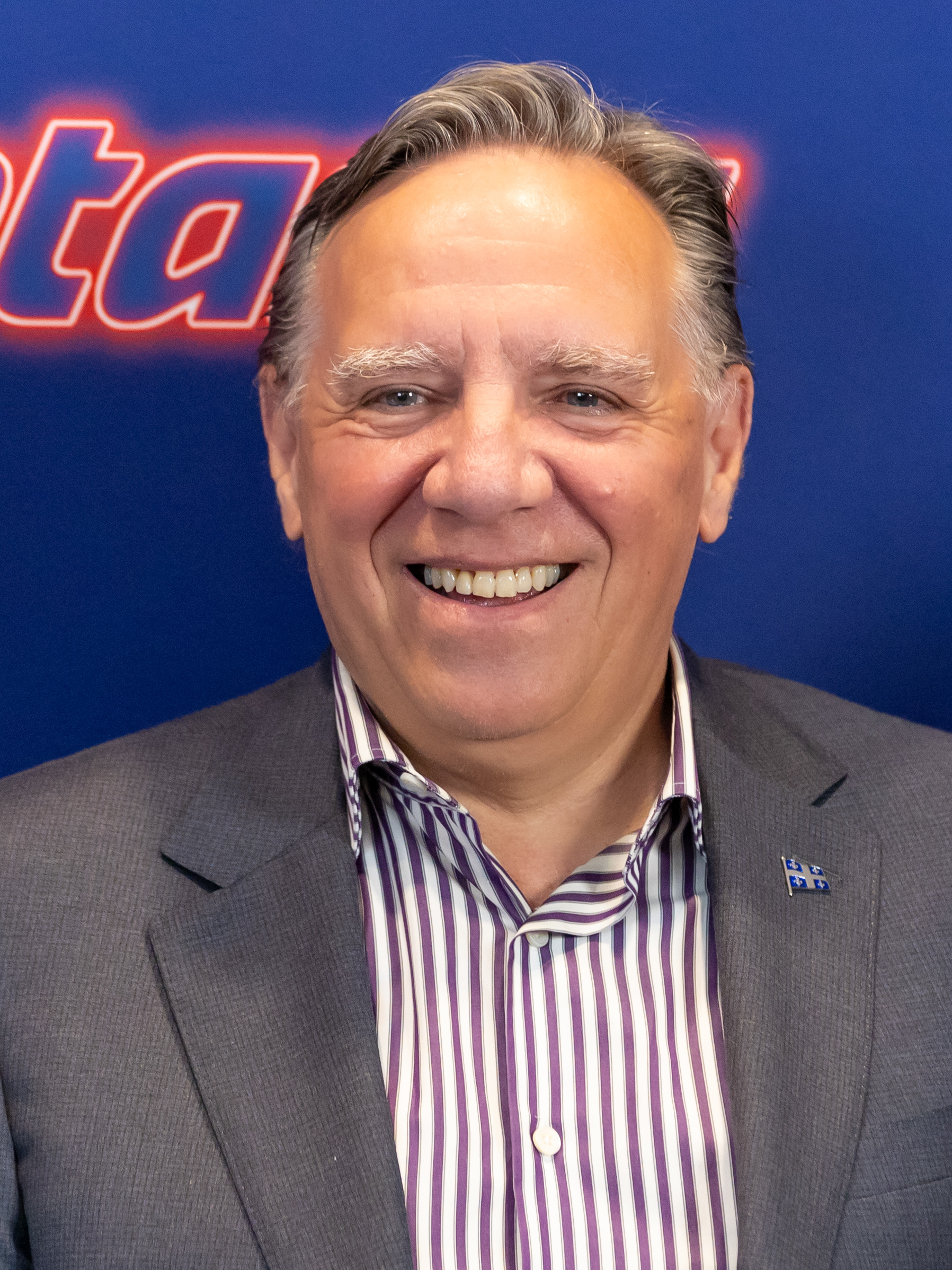
François Legault (* 1957)

- LeGault, Lance (1935–2012), US-amerikanischer Schauspieler
- LeGault, Mary (* 1987), US-amerikanische Schauspielerin und Filmproduzentin
- Legazpi, Rubén (* 1982), spanischer Karambolagespieler

### Legb
- Legband, Michael (* 1952), deutscher Journalist
- Legband, Paul (1876–1942), deutscher Regisseur und Bühnenbildner

### Lege
- Lege, Ingo (* 1976), deutscher Journalist, Hörfunkmoderator, Autor und Sprecher
- Lege, Joachim (* 1957), deutscher Rechtswissenschaftler und Hochschullehrer
- Lege, Sebastian (* 1978), deutscher Koch und LebensmittelexperteSebastian Lege (* 1978)

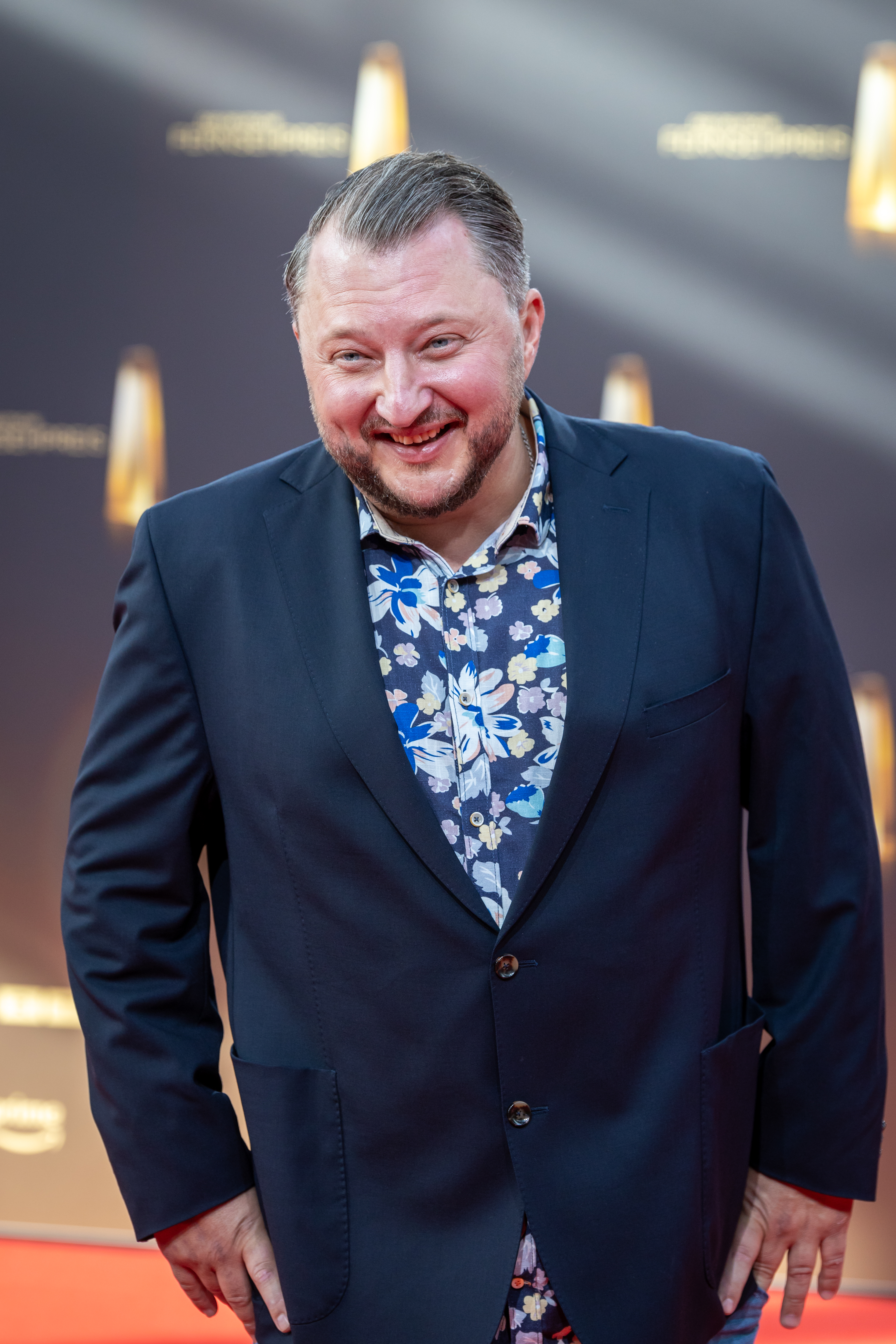
Sebastian Lege (* 1978)

- Legear, Jonathan (* 1987), belgischer Fußballspieler
- Legeay, Denise (1898–1968), französische Stummfilmschauspielerin
- Legeay, Jean Laurent, französischer Architekt, Maler und Kupferstecher
- Legeay, Roger (* 1949), französischer Radrennfahrer
- Legée, Georgette (1914–1993), französische Wissenschaftshistorikerin
- Legein, Stefan (* 1988), kanadischer Eishockeyspieler und -trainer
- Legel, Walter (1940–1999), österreichischer Gewichtheber
- Legend, John (* 1978), US-amerikanischer R&B-Musiker
- Legend, Johnny (* 1948), US-amerikanischer Rockabilly-Musiker, Filmproduzent, Schauspieler und Wrestling-Promotor
- Legend, Kyal (* 1997), kanadische Schauspielerin, Tänzerin und Ballerina
- Legendary Tigerman, The (* 1970), mosambikanisch-portugiesischer Sänger und Musiker
- Legendre, Adrien-Marie (1752–1833), französischer Mathematiker
- Legendre, Loïc (* 1985), französischer Schauspieler
- Legendre, Louis (1752–1797), Politiker während der Französischen Revolution
- Legendre, Peter (1866–1924), deutscher Politiker (Zentrum)
- Legendre, Pierre (1930–2023), französischer Rechtshistoriker und Psychoanalytiker
- LeGendre, Robert (1898–1931), US-amerikanischer Leichtathlet
- Legeno, Dave (1963–2014), britischer Schauspieler und BoxerDave Legeno (1963–2014)

Dave Legeno (1963–2014)

- Legenstein, Ladislav (* 1926), jugoslawisch-österreichischer Tennisspieler
- Legentil, Christianne (* 1992), mauritische Judoka
- Legentilhomme, Paul (1884–1975), französischer Offizier, General
- Leger Fernandez, Teresa (* 1959), US-amerikanische Politikerin der Demokratischen Partei
- Léger, Antoine der Ältere († 1661), französisch-schweizerischer evangelischer Geistlicher und Theologe
- Léger, Antoine der Jüngere (1652–1719), Schweizer evangelischer Geistlicher und Hochschullehrer
- Léger, Catherine (* 2000), kanadische Sprinterin
- Léger, Ernest (* 1944), kanadischer Geistlicher, emeritierter Erzbischof von Moncton
- Léger, Fernand (1881–1955), französischer Maler und Kunstfälscher, Bildhauer, Grafiker, Keramiker und FilmregisseurFernand Léger (1881–1955)

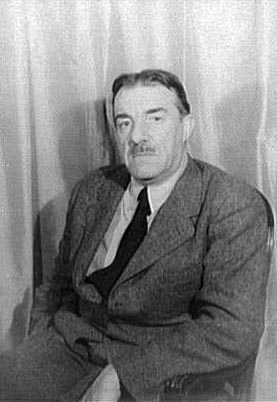
Fernand Léger (1881–1955)

- Leger, Herbert (1929–2007), deutscher Schriftsteller
- Léger, Jack-Alain (1947–2013), französischer Schriftsteller und Musiker
- Leger, Johann Christoph David von (1701–1791), württembergischer Baumeister und Architekt
- Léger, Jules (1913–1980), kanadischer Diplomat, Generalgouverneur von Kanada
- Leger, Manfred (* 1954), deutscher Wirtschaftsingenieur
- Léger, Marie-Charlotte (* 1996), französische Fußballspielerin
- Léger, Nadia (1904–1982), französisch-belarussische Malerin
- Léger, Nathalie (* 1960), französische Schriftstellerin, Kuratorin und Direktorin
- Léger, Paul-Émile (1904–1991), kanadischer römisch-katholischer Kardinal und Erzbischof von Montreal (1950–1967)
- Leger, Peter (1924–1991), politischer Karikaturist
- Léger, Philippe (1938–2023), französischer Jurist und Generalanwalt am Gerichtshof der Europäischen Gemeinschaften
- Léger, René Marc (* 1975), deutscher Illusionist und Zauberkünstler
- Léger, Sébastien (* 1979), französischer Musiker, Labelgründer und DJ
- Leger, Wilhelm (1894–1964), Oberbürgermeister in Biberach an der Riß
- Legere, Allan (* 1948), kanadischer Serienmörder, Vergewaltiger und Brandstifter
- Legere, John J. (* 1958), amerikanischer Geschäftsmann und CEOJohn J. Legere (* 1958)

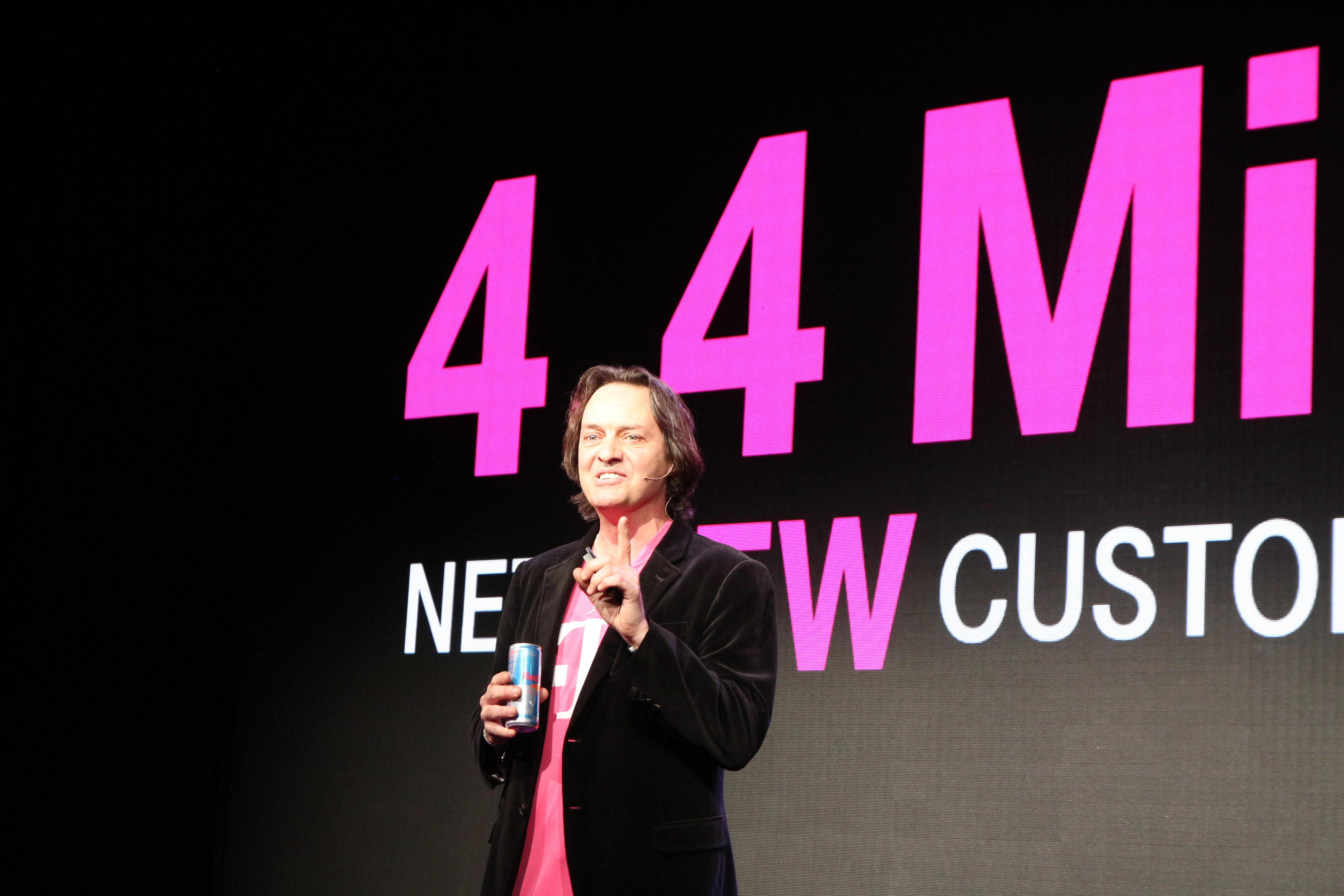
John J. Legere (* 1958)

- Legère, Karsten (* 1943), deutscher Afrikanist
- Legère, Werner (1912–1998), deutscher Schriftsteller
- Legerer, Franz (1886–1963), österreichischer Politiker (ÖVP), Landtagsabgeordneter
- Légeret, Lucas (* 2001), Schweizer Autorennfahrer
- Legerstee, Simone (* 1986), niederländische Volleyballspielerin
- Legese, Birhanu (* 1994), äthiopischer Langstreckenläufer
- Legette, Xavier (* 2001), US-amerikanischer American-Football-Spieler
- Legewie, Heiner (* 1937), deutscher klinischer Psychologe und Hochschullehrer

### Legg
- Legg, Billy (1948–2022), englischer Fußballspieler
- Legg, Henry (1910–1985), englischer Fußballspieler
- Legg, Karen (* 1978), britische Schwimmerin
- Legg, Wilfred (1906–1973), südafrikanischer Sprinter
- Leggat, Ashley (* 1986), kanadische Schauspielerin
- Leggat, Graham (1934–2015), schottischer Fußballspieler, -trainer und Fernsehmoderator
- Leggate, Fiona (* 1980), britische Rennfahrerin
- Legge, James (1815–1897), britischer Sinologe und Übersetzer
- Legge, James Gordon (1863–1947), australischer Generalleutnant und Divisionskommandeur
- Legge, Katherine (* 1980), britische AutomobilrennfahrerinKatherine Legge (* 1980)
- Legge, Ludwig (* 1936), deutscher Autor

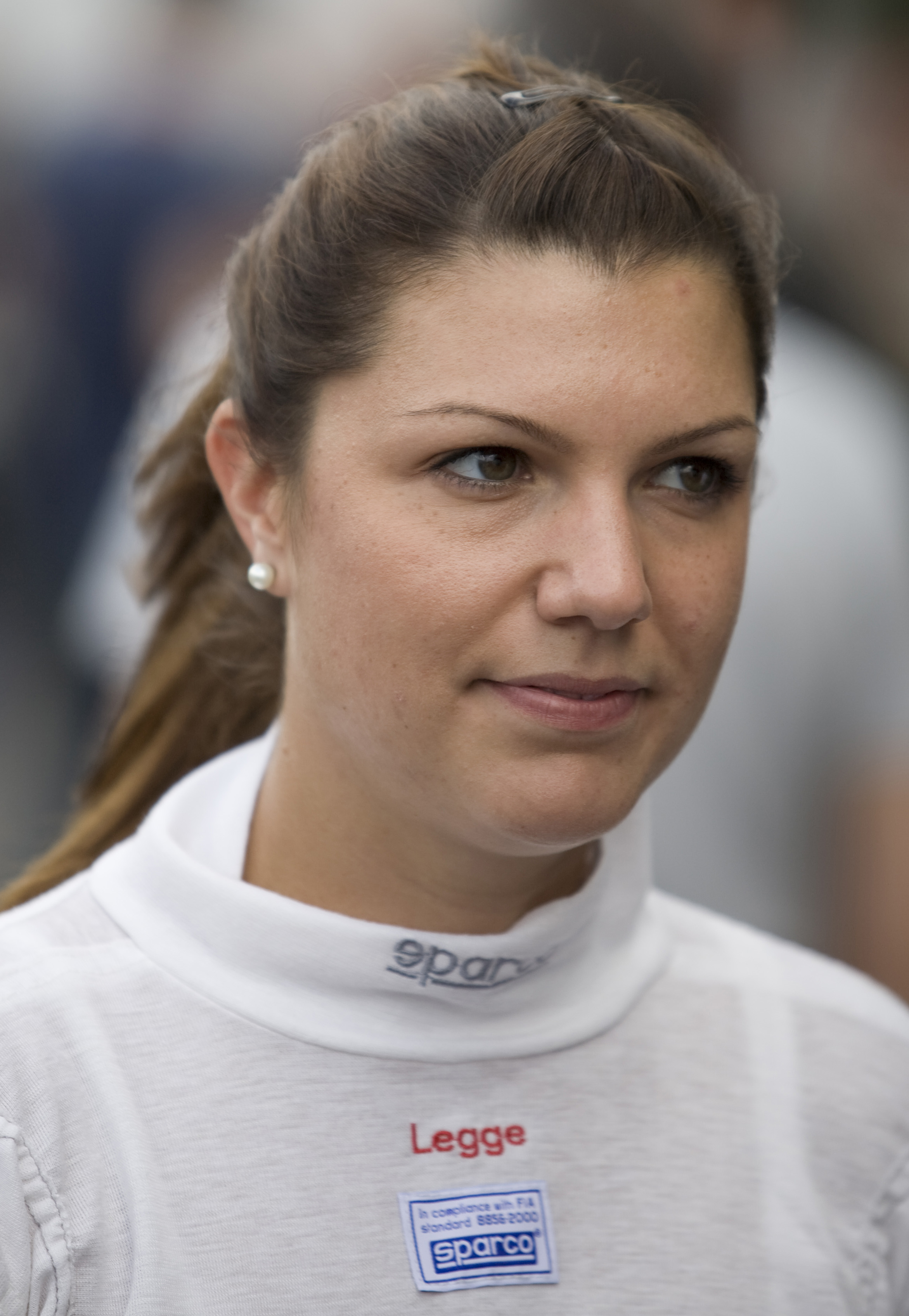
Katherine Legge (* 1980)

- Legge, Mary Dominica (1905–1986), britische Romanistin
- Legge, Petrus (1882–1951), deutscher Geistlicher, katholischer Bischof von Meißen
- Legge, Stephan (1930–2005), deutscher Architekt und Stadtplaner
- Legge, Theodor (1889–1969), deutscher römisch-katholischer Geistlicher
- Legge, Wade (1934–1963), amerikanischer Jazz-Pianist
- Legge, Walter (1906–1979), britischer Produzent klassischer Musik
- Legge, William, 10. Earl of Dartmouth (* 1949), britischer Peer und Politiker (UKIP), MdEP
- Leggeri, Fabrice (* 1968), französischer Ministerialbeamter, Politiker und ehemaliger EU-Funktionär; Direktor der Frontex (2015–2022)
- Leggero, Natasha (* 1974), US-amerikanische Komikerin und Schauspielerin
- Legget, Robert (1904–1994), kanadischer Bauingenieur (Geotechnik) und Ingenieurgeologe
- Leggett Abel, May (1867–1952), US-amerikanische Violinistin und Musikpädagogin
- Leggett, Andy (* 1942), britischer Jazzmusiker
- Leggett, Anthony James (* 1938), britisch-US-amerikanischer Physiker und Nobelpreisträger
- Leggett, Jay (1963–2013), US-amerikanischer Schauspieler und Komiker
- Leggett, Robert L. (1926–1997), US-amerikanischer Politiker
- Leggewie, Claus (* 1950), deutscher Politikwissenschaftler und AutorClaus Leggewie (* 1950)

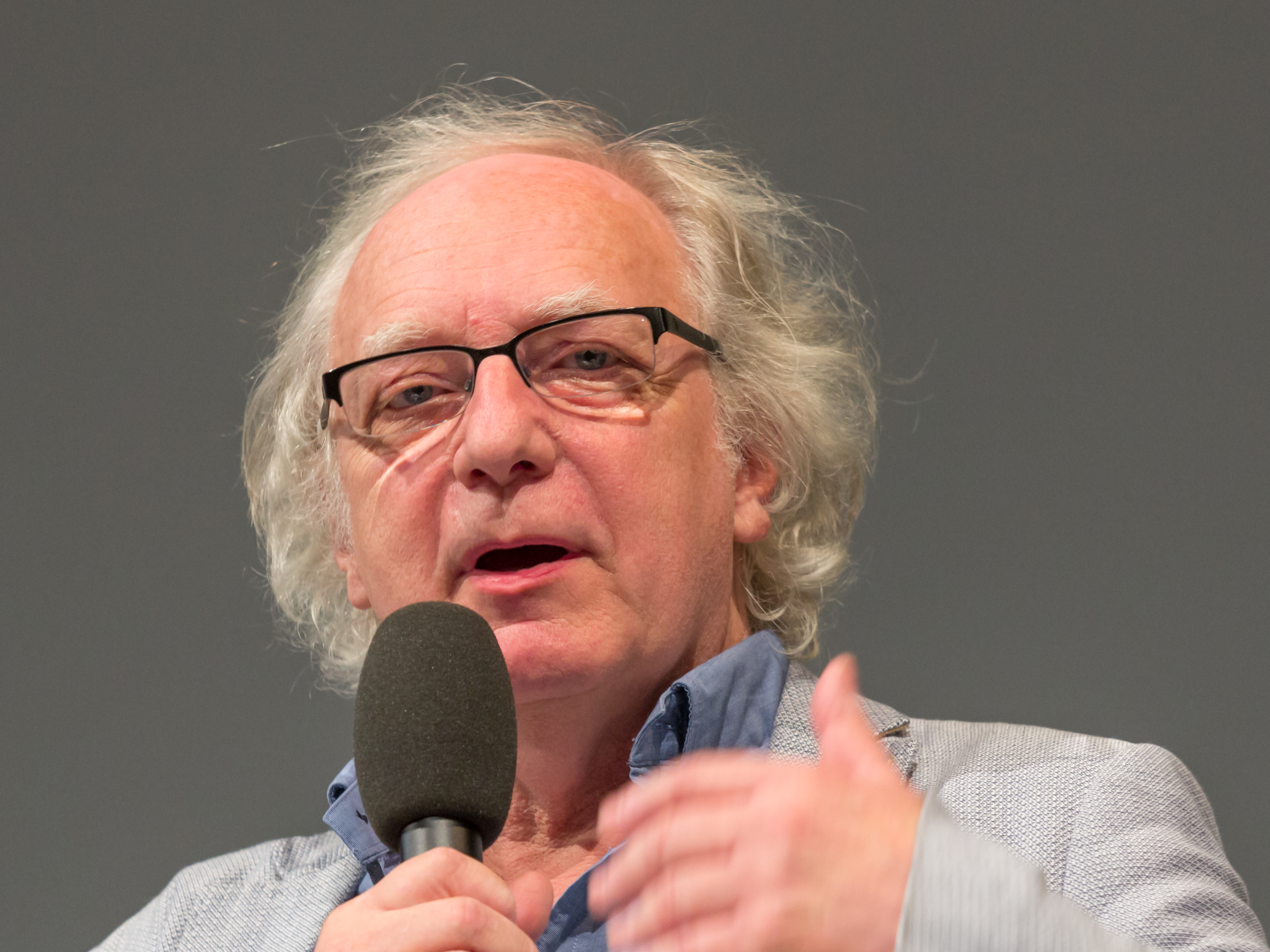
Claus Leggewie (* 1950)

- Leggewie, Otto (1910–1991), deutscher Altphilologe und Fachdidaktiker
- Leggio, Carmen (1927–2009), US-amerikanischer Jazzmusiker
- Leggio, David (* 1984), US-amerikanischer Eishockeytorwart
- Leggio, Isidoro (1737–1801), italienischer Geistlicher, römisch-katholischer Bischof von Umbriatico

### Legh
- Legh, Alice (1855–1948), britische Bogenschützin
- Legh, Christopher (* 1972), australischer Triathlet
- Legh, Peter, 4. Baron Newton (1915–1992), britischer Politiker, Unterhausabgeordneter und Oberhausmitglied
- Legh, Richard, 5. Baron Newton (* 1950), britischer Peer und Politiker (parteilos)
- Legh, Thomas, 2. Baron Newton (1857–1942), britischer Politiker (Liberal Party), Mitglied des House of Commons
- Legh-Jones, George (1890–1960), britischer Manager
- Leghait, Julien (* 1994), französischer Fußballspieler
- Leghari, Farooq Ahmad Khan (1940–2010), pakistanischer Politiker
- Leghzaoui, Asmae (* 1978), marokkanische Langstreckenläuferin

### Legi
- Legien, Carl (1861–1920), deutscher Gewerkschafter und Politiker (SPD), MdRCarl Legien (1861–1920)

Carl Legien (1861–1920)

- Legien, Roman (1927–2015), deutscher Politiker (CDU), MdA und Bezirksbürgermeister von Berlin-Charlottenburg
- Legień, Waldemar (* 1963), polnischer Judoka
- Légier, Nicolas Vincent (1754–1827), französischer Politiker und Unternehmer
- Legierse, Piet (* 1946), niederländischer Radrennfahrer
- Legierski, Jan (* 1952), polnischer Nordischer Kombinierer
- Legierski, Krystian (* 1978), polnischer LGBT-Aktivist, Politiker und Unternehmer
- Legille, Édouard (1926–2015), luxemburgischer Ingenieur, Erfinder und Manager
- Leginska, Ethel (1886–1970), englische Pianistin, Dirigentin und Komponistin
- Legion, schwedischer Metal-Sänger und TätowiererLegion

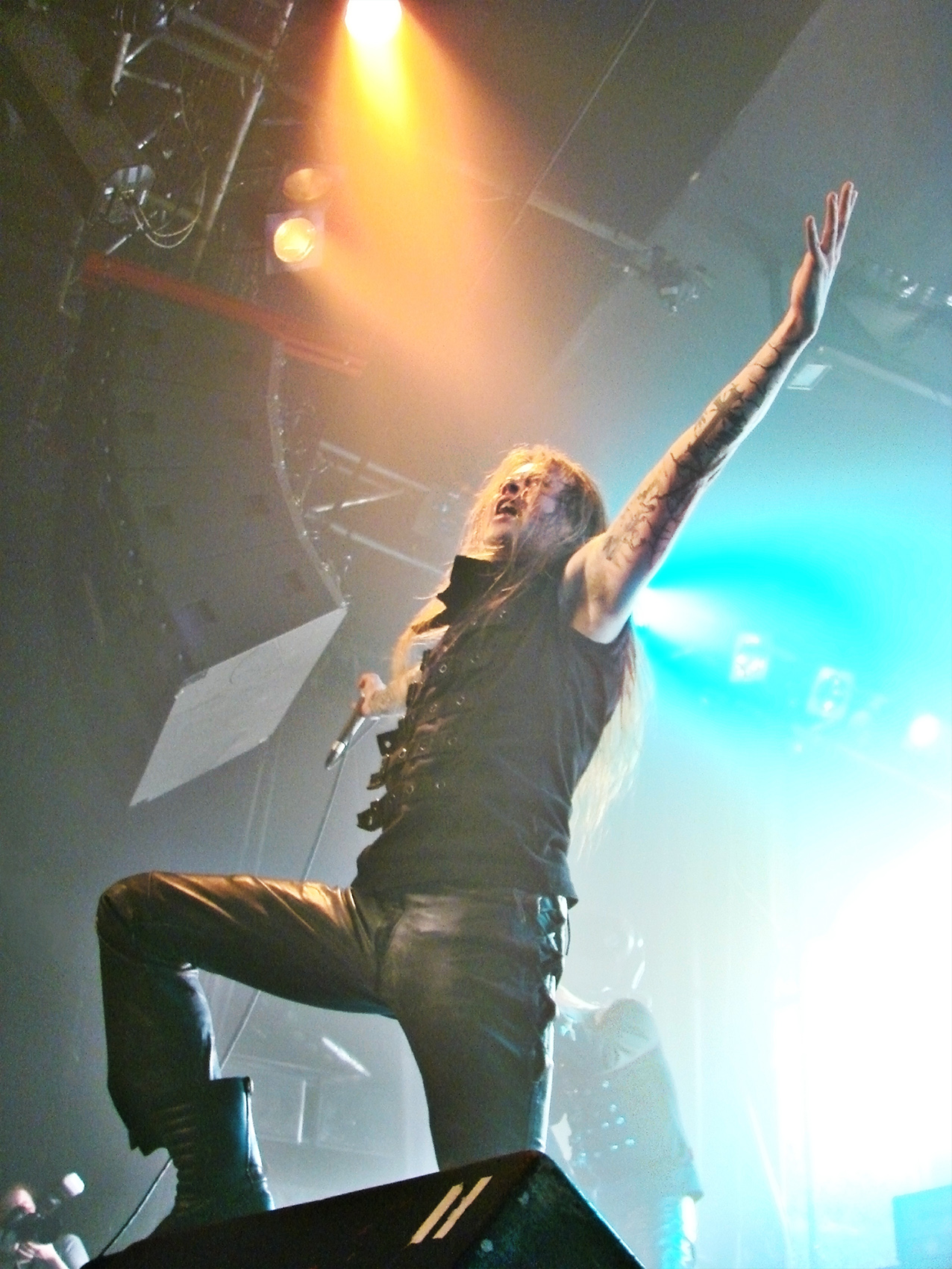
Legion

- Legipont, Oliver (1698–1758), deutscher Historiker und Bibliothekar
- Légitime, François Denys (1841–1935), Präsident von Haiti
- Légitimus, Gésip (1930–2000), französischer Schauspieler und Show-Produzent
- Légitimus, Pascal (* 1959), französischer Schauspieler, Filmregisseur und Komiker

### Legk
- Legkow, Alexander Gennadjewitsch (* 1983), russischer Skilangläufer

### Legl
- Legler, Alexander (* 1977), deutscher Rechtsanwalt und Kommunalpolitiker (CSU)
- Legler, Anton (1919–2011), österreichischer Militärhistoriker
- Legler, Betty (* 1961), Schweizer Sängerin und Songwriterin
- Legler, Casey (* 1977), französisch-amerikanische Schriftstellerin, Gastronomin, Model und Schwimmerin
- Legler, Daniele (1950–2022), Schweizer Schauspieler
- Legler, David (1849–1920), Schweizer Politiker (DP)
- Legler, Dieter (1934–2003), deutscher Fußballspieler
- Legler, Gian Franco (1922–2015), Schweizer Designer und Innenarchitekt
- Legler, Gottlieb Heinrich (1823–1897), Schweizer Festungsbauer und Wasserbauingenieur
- Legler, John Marshall (1930–2014), US-amerikanischer Herpetologe
- Legler, Rolf (* 1945), deutscher Kunsthistoriker
- Legler, Thomas (1756–1828), Schweizer Politiker
- Legler, Thomas (1782–1835), Schweizer Offizier
- Legler, Tim (* 1966), US-amerikanischer Basketballspieler
- Legler, Wilhelm (1875–1951), österreichischer Maler
- Legler, Wolfgang (* 1946), deutscher Fachdidaktiker
- Legler-Kundert, Mathias (1819–1866), Schweizer Unternehmer und Kommunalpolitiker

### Legm
- Legman, Gershon (1917–1999), US-amerikanischer Gesellschaftskritiker und Folklorist

### Legn
- Legnani, Augusto (1912–1987), uruguayischer Politiker
- Legnani, Luigi (1790–1877), italienischer Sänger, Gitarrist, Komponist und Instrumentenbauer
- Legnani, Luigi (1851–1910), italienischer Bildhauer und Maler
- Legnani, Pierina (1868–1930), italienische BalletttänzerinPierina Legnani (1868–1930)

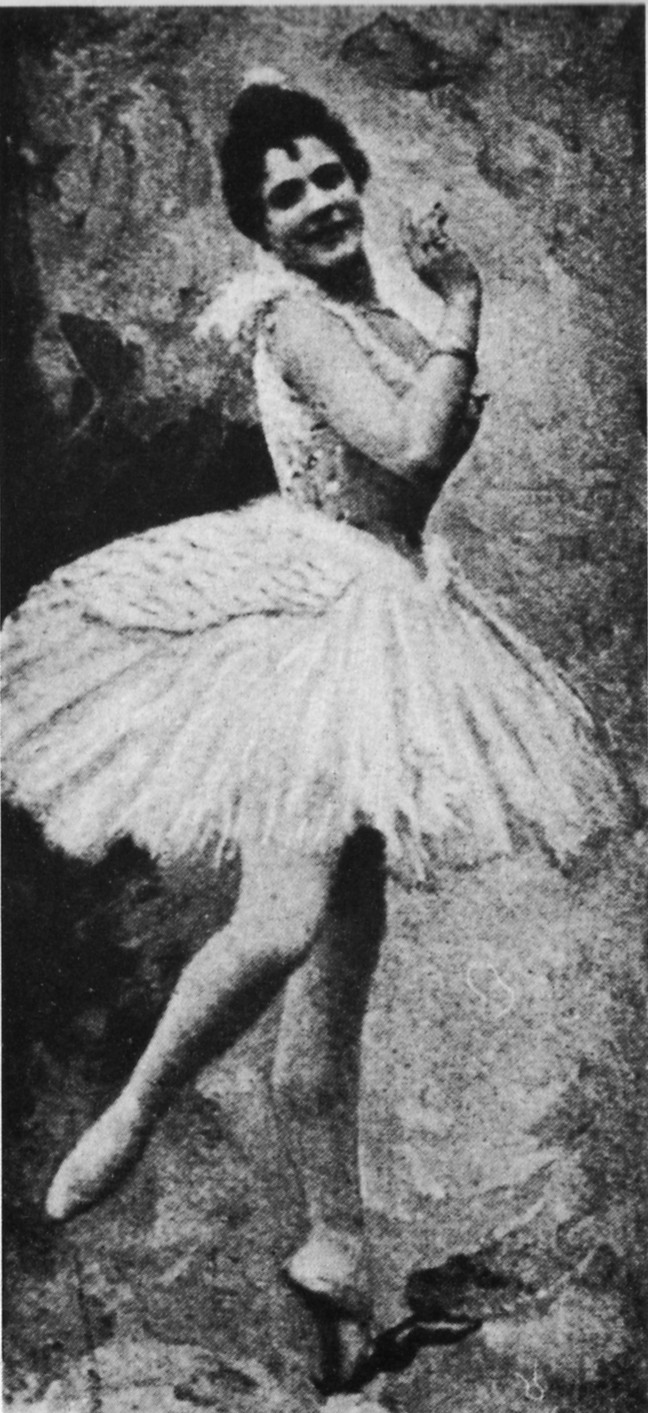
Pierina Legnani (1868–1930)

- Legnante, Assunta (* 1978), italienische Leichtathletin
- Legnaro, Aldo (* 1947), deutscher Sozialwissenschaftler
- Legnazzi, Juan (* 1893), uruguayischer Fußballspieler
- Legnazzi, Remo (* 1946), Schweizer Filmregisseur
- Legner, Anton (* 1928), deutscher Kunsthistoriker
- Legner, Johann (1954–2015), deutscher Journalist und Buchautor
- Legner, Martin (* 1961), österreichischer Rollstuhltennis-Spieler
- Legnini, Éric (* 1970), belgischer Jazz-Pianist

### Lego
- Lego, Antonín (1801–1878), tschechischer Lehrer, Musiker und Komponist
- Lego, Jean-Baptiste (1766–1794), französischer Priester und Märtyrer
- Lego, René (1764–1794), französischer Priester und Märtyrer
- LeGon, Jeni (1916–2012), amerikanische Tänzerin, Tanzlehrerin und Schauspielerin
- Legorburu y Domínguez-Matamoros, José de (1882–1935), spanischer Major, Schriftsteller, Dichter und Flugpionier
- Legorreta, Ricardo (1931–2011), mexikanischer Architekt
- Legotin, Wladimir Engelsowitsch (* 1970), russischer Skilangläufer
- Legouis, Émile (1861–1937), französischer Literaturwissenschaftler, Übersetzer und Anglist
- Legouix, Isidore (1834–1916), französischer Komponist
- Legoût, Christophe (* 1973), französischer Tischtennisspieler
- Legout, Timo (* 2002), französischer Tennisspieler
- Legouvé, Ernest (1807–1903), französischer Schriftsteller und Theaterdichter
- Legouvé, Gabriel-Marie (1764–1812), französischer Schriftsteller, Übersetzer und Dramaturg
- Legović, Matija (* 2005), kroatischer Biathlet
- Legowelt, niederländischer Musiker
- Łęgowski, Marcin (* 1982), polnischer Boxer

### Legr
- Legrá, José (* 1943), kubanischer Boxer im Federgewicht
- Legradi, Helene (1903–1990), österreichische kommunistische Widerstandskämpferin und Juristin
- Légrády, George (* 1950), ungarisch-kanadischer Bildender Künstler
- Légrády, Kata (* 1974), ungarische Opernsängerin, Dirigentin und Künstlerin
- Légrády, Sándor (1906–1987), ungarischer Graphiker, Maler und Briefmarkenkünstler
- Legrain, Georges (1865–1917), französischer Zeichner und Ägyptologe
- Legrain, Pierre (1889–1929), französischer Buchbinder, Möbeldesigner und Innenarchitekt
- Legrain, Sarah (* 1985), französische Politikerin
- Legrain, Thomas (* 1981), belgischer Comiczeichner
- Legrain-Trapani, Rachel (* 1988), französische SchönheitsköniginRachel Legrain-Trapani (* 1988)

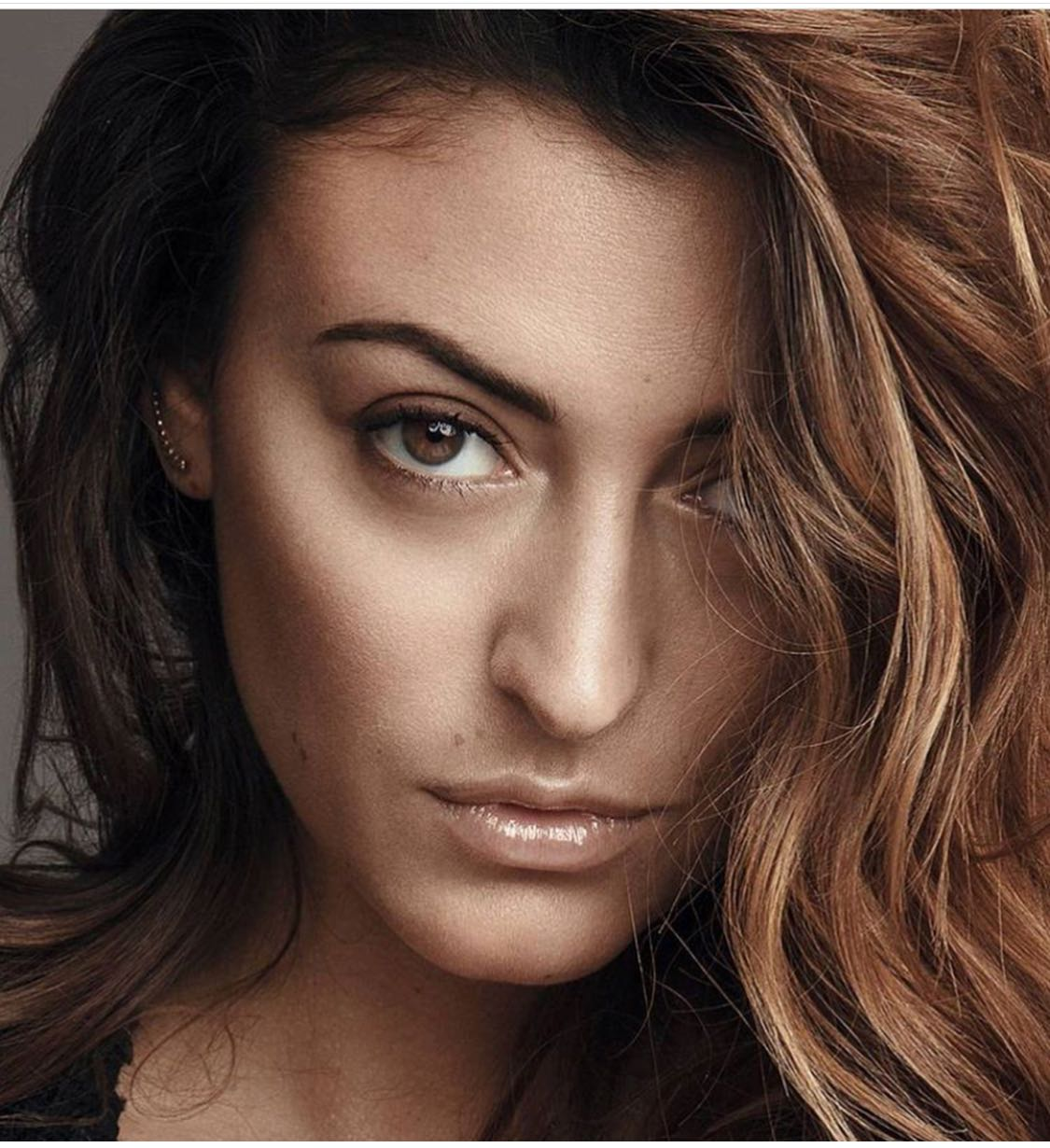
Rachel Legrain-Trapani (* 1988)

- Legran, Boris Wassiljewitsch (1884–1936), russischer Diplomat
- Legrand d’Aussy, Pierre Jean-Baptiste (1737–1800), französischer Historiker, Romanist und Mediävist
- Legrand de Laleu, Louis-Augustin (1755–1819), französischer Rechtsgelehrter
- Legrand du Saulle, Henri (1830–1886), französischer Arzt, Neurologe, Psychologe und Autor
- Legrand, Alcide (* 1962), französischer Ringer
- Legrand, Antoine (1629–1699), Mönch und Missionar; Philosoph und Theologe
- Legrand, Arthur (* 1991), belgischer Eishockeytorwart
- Legrand, Augustin (* 1975), französischer Schauspieler
- Legrand, Baptiste Alexis Victor (1791–1848), französischer Minister und Ingenieur
- Legrand, Barbara (* 1983), deutsche Fußballspielerin
- Legrand, Carlos María Enrique Diego (1901–1982), uruguayischer Botaniker
- Legrand, Christiane (1930–2011), französische Jazz-Sängerin
- Legrand, Claude (* 1941), französischer Skilangläufer
- Legrand, Claude-Juste-Alexandre (1762–1815), französischer Divisionsgeneral
- Legrand, Daniel (1783–1859), Industrieller und Philanthrop
- Legrand, Diego (1928–2014), uruguayischer Komponist und Musiker
- Legrand, Edy (1892–1970), französischer Maler des Orientalismus, Illustrator und Pionier des Kinderbuchs
- Legrand, Émile (1841–1903), französischer Byzantinist und Neogräzist
- Legrand, François (* 1970), französischer Kletterer
- Legrand, Frédéric (1810–1870), französischer General
- Legrand, Gérard (1927–1999), französischer Lyriker des Surrealismus und Filmkritiker
- Legrand, Gilles (* 1958), französischer Filmproduzent, Filmregisseur und Drehbuchautor
- Legrand, Jacques (1820–1912), französischer Philatelist
- Legrand, Jan (1936–2021), niederländischer Radrennfahrer
- Legrand, Joachim (1653–1733), französischer Historiker, Diplomat und Theologe
- Legrand, Johann Lukas (1755–1836), Schweizer Politiker zur Zeit der Helvetik
- Legrand, Jozef (* 1957), belgisch-deutscher Architekt und Städteplaner
- Legrand, Léo (* 1995), französischer Schauspieler
- Legrand, Lise (* 1976), französische Ringerin
- Legrand, Louis (1588–1664), französischer Rechtsgelehrter
- Legrand, Louis (1711–1780), französischer Theologe
- Legrand, Louis (1863–1951), französischer Pastellmaler, Zeichner und Druckgraphiker
- Legrand, Lucienne (1920–2022), französische Schauspielerin
- Legrand, Marc-Antoine (1673–1728), französischer Schauspieler
- Legrand, Marion (* 1992), französische Triathletin
- Legrand, Michel (1932–2019), französischer Komponist, Pianist, Sänger und ArrangeurMichel Legrand (1932–2019)

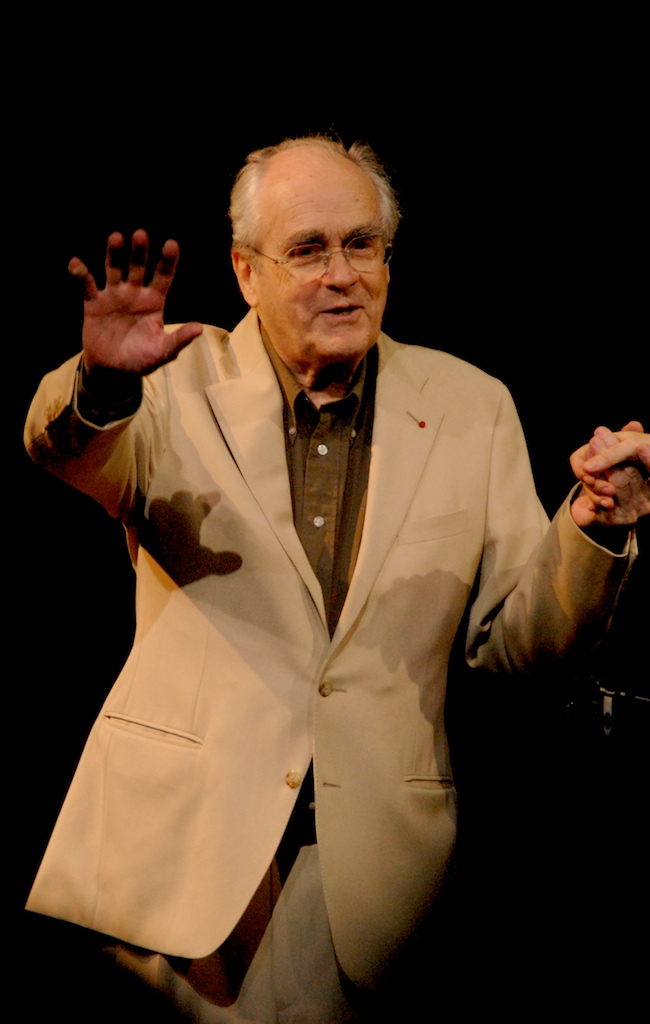
Michel Legrand (1932–2019)

- Legrand, Mirtha (* 1927), argentinische Schauspielerin und Fernsehmoderatorin
- Legrand, Paul (1816–1894), französischer Pantomime
- Legrand, Pierre (1834–1895), französischer Politiker
- Legrand, Pierre-Nicolas (1758–1829), französischer Maler und Zeichner
- Legrand, Raymond (1908–1974), französischer Orchesterleiter und Komponist
- Legrand, Serge (* 1937), französischer Biathlet
- Legrand, Silvia (1927–2020), argentinische Schauspielerin
- Legrand, Ugo (* 1989), französischer Judoka
- Legrand, Wilhelm (1769–1845), Musiker, Komponist und Organisator der Militärmusik im Königreich Bayern
- Legrand, Wilhelm (1794–1874), Schweizer evangelischer Geistlicher
- Legrand, Xavier (* 1979), französischer Schauspieler und Regisseur
- Legrand, Yves (* 1935), französischer Fußballspieler
- Legrant, Guillaume, französischer Komponist der frühen Renaissance
- Legras, Jacques (1923–2006), französischer Schauspieler
- Legrenzi, Giovanni († 1690), italienischer Komponist des Barock
- Legrez, Jean (* 1948), französischer Geistlicher, römisch-katholischer Erzbischof von Albi
- Legris, Manuel (* 1964), französischer Balletttänzer und Ballettdirektor
- Legros de Rumigny (1710–1770), französischer Friseur in der Zeit König Ludwig XV.
- Legros, Alphonse (1837–1911), britischer Maler des Realismus
- Legros, Georges-Victor (1862–1940), französischer Arzt und Politiker, Mitglied der Nationalversammlung
- LeGros, James (* 1962), US-amerikanischer SchauspielerJames LeGros (* 1962)

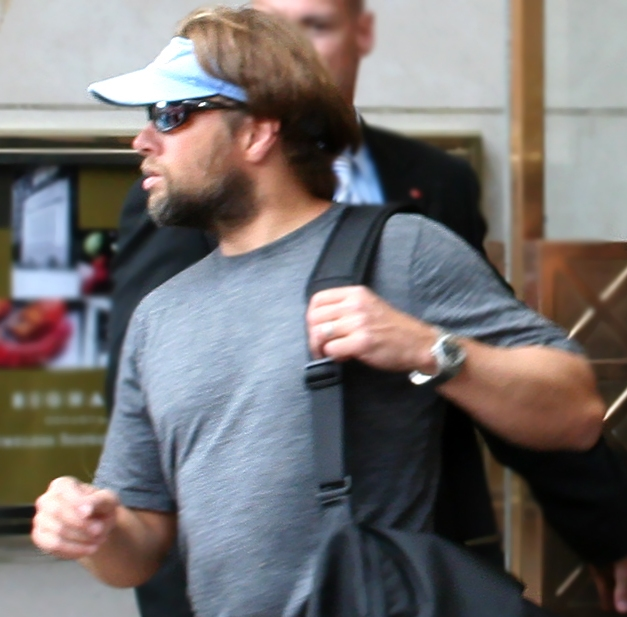
James LeGros (* 1962)

- Legros, Joseph (1739–1793), französischer Opernsänger (Tenor) und Komponist der Klassik
- Legros, Louis (* 1936), belgischer Radrennfahrer
- Legros, Martin (1714–1789), Glockengießer, wallonischer Glockengießer
- Legrottaglie, Nicola (* 1976), italienischer Fußballspieler und -trainer
- LeGrow, Elise (* 1987), kanadische R&B- und Soul-Sängerin und Songwriterin

### Legs
- Legs, Crazy (* 1966), US-amerikanischer Tänzer

### Legu
- Leguat, François (1637–1735), französischer Entdecker
- Leguay, Jean (1909–1989), französischer Täter des Holocaust
- Leguay, Jean-Pierre (* 1939), französischer Organist und Komponist
- Legué, Gabriel († 1913), französischer Arzt und Medizinhistoriker
- Leguellec, Jean-Philippe (* 1985), kanadischer Biathlet
- Leguerney, Jacques (1906–1997), französischer Komponist
- Leguerrier, Jules (1915–1995), kanadischer Ordensgeistlicher, römisch-katholischer Bischof von Moosonee
- Leguía y Martínez Jakeway, Germán (1861–1928), peruanischer Anwalt und Politiker
- Leguía y Salcedo, Augusto (1863–1932), peruanischer Präsident (1908–1912 und 1919–1930)
- Leguizamo, John (* 1964), kolumbianischer Schauspieler und KomikerJohn Leguizamo (* 1964)

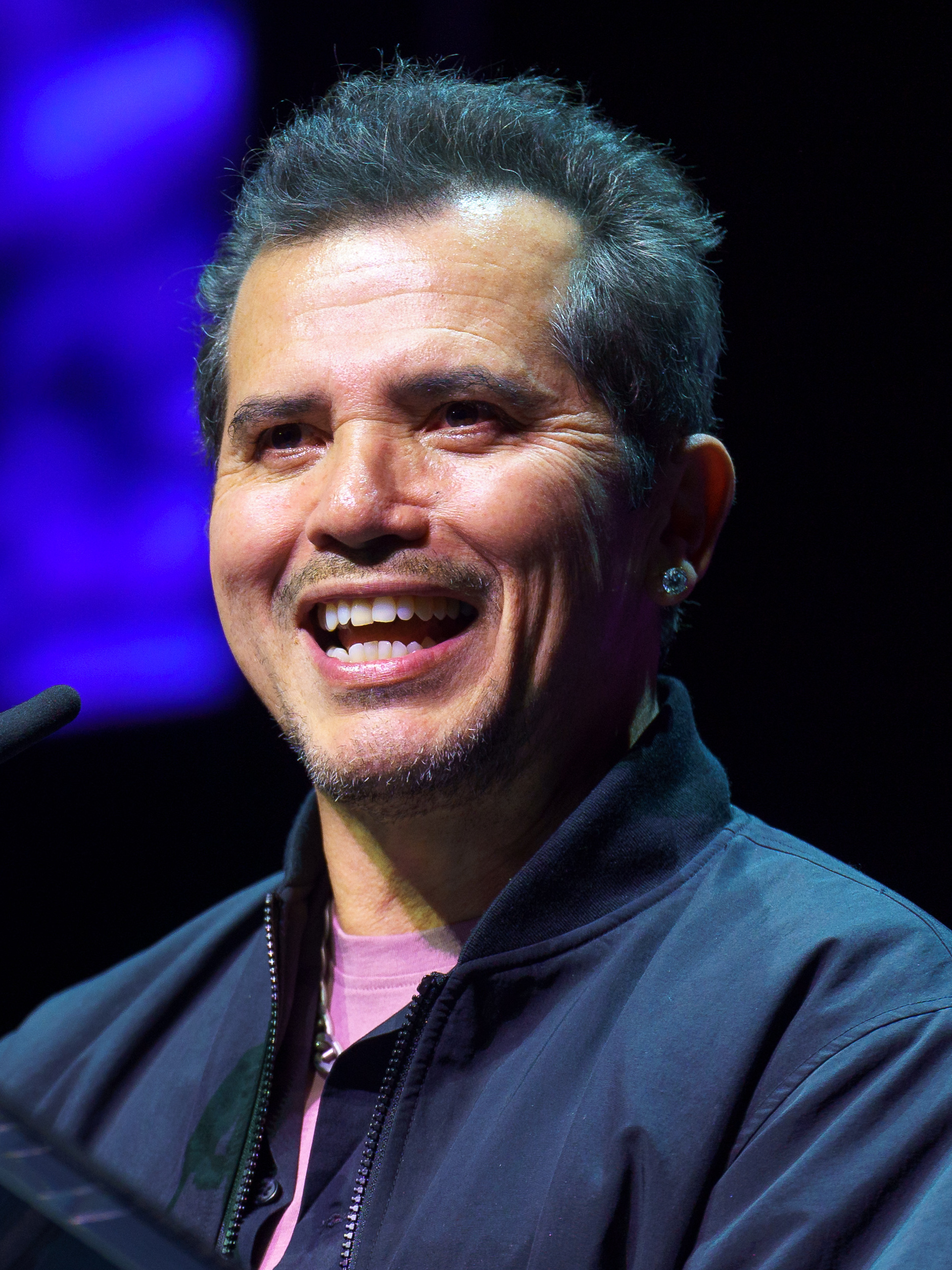
John Leguizamo (* 1964)

- Leguizamón, Gustavo (1917–2000), argentinischer Musiker, Pianist, Komponist und Schriftsteller
- Leguizamón, Iván (* 2002), paraguayisch-argentinischer Fußballspieler
- Leguizamón, Luciano (* 1982), argentinischer Fußballspieler
- Leguizamón, Mario (* 1982), uruguayischer Fußballspieler
- Leguizamón, Martiniano (1853–1935), argentinischer Schriftsteller
- Leguizamón, Raúl († 1990), argentinischer Fußballspieler und -trainer
- Leguizamón, Victoriano (1922–2007), paraguayischer Fußballspieler
- Legušs, Diana (* 1986), estnische Squashspielerin
- Legutke, Michael (* 1944), deutscher Anglist
- Legutko, Ryszard (* 1949), polnischer Politiker, MdEP
- Legutti, Carlo (1912–1985), italienischer Radrennfahrer

### Legw
- Legwaila, Elijah (* 1939), botswanischer Verwaltungsbeamter und Jurist
- Legwaila, Joseph (* 1937), botswanischer Diplomat
- Legwand, David (* 1980), US-amerikanischer Eishockeyspieler

### Legz
- Legzdins, Adam (* 1986), englischer Fußballtorhüter